# Diego Bahamonde Larenas
Diego Antonio Bahamonde Larenas; (Concepción, 1856-Santiago, 9 de abril de 1917). Médico y político nacional chileno. Hijo de Diego Bahamonde Saavedra y Francisca Larenas Fernández. Contrajo matrimonio con Mercedes Figueroa Varela.
Educado en el Instituto Nacional y en la Facultad de Medicina de la Universidad de Chile, donde se graduó como médico-cirujano en septiembre de 1879. 
Ejerció su profesión en Parral (1879-1882), Concepción (1882), cirujano del Ejército (1883) y médico legista de Santiago (1900).
Practicó la cátedra de anatomía de la Facultad de Medicina de la Universidad de Chile (1891).
Era miembro del Partido Nacional, cuando fue elegido Diputado por Rere y Puchacay (1891-1894), donde integró la comisión permanente de Higiene y Educación.
Se pasó luego de ganar las elecciones al bando balmacedista, por el cual fue detenido y condenado a muerte, pero fue indultado y pudo seguir su condición de parlamentario, pero renunció a su partido para integrar las filas del Partido Liberal Democrático.